# LaWanda Page
LaWanda Page, nota anche con lo pseudonimo di Alberta Peal (Cleveland, 19 ottobre 1920 – Hollywood, 14 settembre 2002), è stata un'attrice statunitense.

## Biografia
Alberta Peal nacque il 19 ottobre 1920 a Cleveland, Ohio e crebbe a St. Louis, Missouri. Iniziò la sua carriera nel mondo dello spettacolo danzando all'età di 15 anni. In seguito lavorò in piccoli locali notturni. Lei e il futuro collega Redd Foxx, interprete di Fred Sanford, erano amici intimi fin da quando erano adolescenti, poiché erano cresciuti insieme e avevano frequentato la stessa scuola.
In Sanford and Son, la Page interpretò Esther Anderson, la sorella della defunta moglie di Fred Sanford. Quando a Redd Foxx fu proposta la sitcom, egli cercò di coinvolgere la Page, la quale nel frattempo stava programmando di lasciare il mondo dello spettacolo per tornare a St. Louis e prendersi cura della madre malata. Alla Page venne offerto il ruolo subito dopo aver fatto il provino. Tuttavia, prima dell'inizio delle registrazioni, i produttori cominciarono a essere preoccupati per l'attrice, la cui esperienza era limitata principalmente ai locali notturni e non sembrava adatta ai ritmi di una sitcom. I produttori erano sul punto di licenziarla ma le insistenze di Foxx non lo permisero.
Nel 1977 apparve in un episodio di Love Boat, nel 1979 in un episodio di Brothers and Sisters e, nel corso degli anni, lavorò come guest star a episodi di numerosi programmi televisivi popolari, tra cui Amen, 227, Otto sotto un tetto e Il mio amico Arnold. Apparve in diversi video musicali dell'album di debutto di RuPaul, intitolato Supermodel of the World. Tra i suoi crediti cinematografici figurano le apparizioni in Zapped! - Il college più sballato d'America (1982), Il testimone più pazzo del mondo (1990), Shakes the Clown (1992), CB4 (1993), Ci vediamo venerdì (1995) e Un ragazzo veramente speciale (1996).
La Page morì per complicazioni di diabete il 14 settembre 2002, all'età di 81 anni. È sepolta al cimitero di Inglewood, California. Sua figlia, Clara Estella Roberta Johnson, morì il 4 giugno 2006 a Los Angeles all'età di 69 anni.

## Vita privata
Page è stata sposata tre volte, la prima all'età di 14 anni.